# Aleksandr Afanasjew

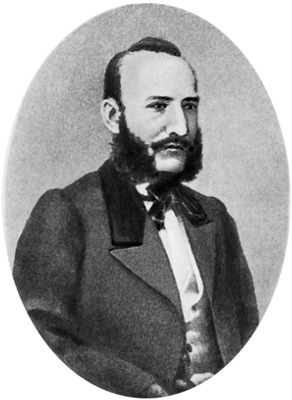
Aleksandr Afanasjew

Aleksandr Nikołajewicz Afanasjew (ros. Алекса́ндр Никола́евич Афана́сьев; ur. 1826 w Boguczarze, zm. 1871 w Moskwie) – rosyjski badacz folkloru i literatury rosyjskiej.
Pochodził z rodziny urzędniczej. Do roku 1862 był pracownikiem archiwum naukowego towarzystwa geograficznego, gdzie zajmował się głównie etnografią. Bezprawnie go stamtąd zwolniono, co przyczyniło się do postępującego zubożenia badacza. Zmusiło go to do sprzedania swego księgozbioru, nie rozwiązało jednak jego problemów finansowych. Zmarł na gruźlicę.

## Najważniejsze dzieła
- 1855-1863 Narodnyje russkije skazki (pol. Rosyjskie baśnie ludowe, t. 1-8)
- 1866-1869 Poeticzeskije wozzrienija sławian na prirodu (t. 1-3)